# Mount Izabelle
Mount Izabelle ist ein unvereister, felsiger und 1220 m hoher Berg im ostantarktischen Mac-Robertson-Land. Er ragt 19 km südwestlich des Shaw-Massivs in den Prince Charles Mountains auf.
Entdeckt wurde er am 28. November 1957 beim Überflug mit einer DHC-2 Beaver zur Anfertigung von Luftaufnahmen. Das Antarctic Names Committee of Australia (ANCA) benannte ihn nach Bernard A. H. Izabelle (* 1928), Wetterbeobachter auf der Mawson-Station im Jahr 1957.